# Ассирийские войны
Ассирийские войны — завоевательные войны Ассирийского царства против соседних государств, в ходе которых она захватила почти всю Переднюю Азию (кроме Урарту и окраинных областей). В конце VII в. до н. э. ассирийская армия потерпела поражение от войск мидян и вавилонян. Завоевание ассирийских царей. В VIII VII веках до н. э. ассирийские цари завоевали Вавилон, Библ, Тир, Сидон, часть Палестины.

## Войны 1130—722 г. до н. э.
Первое боевое столкновение, о котором имеются определенные указания надписей, относится, прибл., к 1130 г. до н. э., когда ассирийский царь Тиглатпаласар I вторгся в плодородную Комагену (Кхумук), лежавшую по юго-зап. склонам Тавра, и нанес при Сериссе сильное поражение горному народцу — мосхам, обитавшим по течению Галиса, после чего овладел всей Комагеной. На следующий год воинственный царь предпринял поход против разбойничьих обитателей стран Хариа и Куркхиэ (к з. от озера Урмии, в гористой обл. источников Тигра) и разгромил их у Арума. 
Восстановив спокойствие на сев. и вост. окраинах монархии, неутомимый царь перебросил свою армию на з. для завоевания соседней страны Наири (теперь Армения) и покорил ее. Четвертый поход ассирийского царя был направлен против арамейцев, народа семитической расы, обитавшего в сев. Сирии. Преемники Тиглата продолжали его завоевания: так, Раманирари II (925—905) широко раздвинул границы Ассирии, а одному из самых предприимчивых и воинственных своих царей Ассурназирпалу (885—860) страна обязана серьезным политическим возвышением. Немедленно по вступлении на престол, Ассурназирпал предпринял поход на возмутившуюся Наири (Армения). Ок. 879 г., управившись с мятежной Комагеной, он вторично двинулся в области Наири, при чём наиболее тяжелые удары пали на округ Кархи, испытавший все ужасы нового ассирийского нашествия. Последний поход Ассуназирпала был направлен против Сирии: Сидон, Библ, Арад и Тир подчинились ему без сопротивления и заплатили дань.
Салманассар III (860—825), сын и преемник Ассурназирпала, подобно своему родителю, почти всю жизнь провел в походах и сражениях. Его 1-я сирийская кампания началась переправой через Евфрат и вторжением в Комагену. Последовательно Салманассар овладел городами Пакаррухбуни, Гургумом и Лутибом, около которого разбил армию Сангара. Вслед затем ассирияне перешли через Оронт и занялись подчинением отдельных финикийских городов. Пока Салманассар воевал в Финикии, царьки Нижней Сирии при посредстве царя эмафского Иркхулина составили сильную коалицию против победителя при Лутибе. При г. Каркаре, близ р. Оронта, произошла решительная битва (854 г.). В общем перевес остался на стороне Салманассара. После сражения, Салманассар повернул назад и лишь через 5 лет возобновил нападение на Сирию. Для поддержки вавилонского царя Мардукшумизкура, теснимого своим братом, Салманассар в 852 г. вторгся в Вавилонию, а в следующем году овладел Вавилоном, Барсиппой, Кута и стал твердой ногою не только здесь, но и в приморской Халдее. 2-я сирийская кампания Салманассара заключалась в борьбе с царем Дамаска. Последний был разбит дважды, но зато сами ассирияне так были ослаблены, что не могли воспользоваться своими победами. Лишь в 846 г. армия Салманассара, в количестве 120 тыс. чел., переправилась через Евфрат и вступила в пределы Сирии. Началась 3-я сирийская кампания с результатами более решительными для ассирийского царя, нежели две предыдущие. Во главе коалиции по-прежнему стоял главный противник Салманассара, царь Дамаска Венадад. Хотя он был побежден, но не допустил ассириян вторгнуться в дамасскую Сирию и немедленно по их удалении двинулся к столице израильского царства — Самарии, под стенами которой и умер.
Преемник его, Азаил, подчинил себе большую часть сев. Сирии и заключил тесный союз против Салманассара с Финикией. Ассирийский царь, покончив войну с племенами Аманоса, выступил против нового царя Сирии. Он ограничился, однако, пассивно-оборонительными действиями и в 842 г. потерпел поражение. Если бы не геройская оборона Дамаска, отбившего все штурмы Салманассара, царство Азаила пало бы неминуемо. Грабя и опустошая всё по дороге, царь ассирийский принял дань от владетелей Сирии, Финикии и Израиля и затем вернулся в Калах; с этого времени его боевая деятельность совершенно окончилась. Самсираман IV (825—812), сын и преемник Салманассара, начал свое царствование покорением отпавшей страны Наири и части Мидии. В 819 г. при Дабане он разбил халдейскую армию, захватив много военной добычи. Однако, в царствование ближайших преемников Самсирамана — Рамманирари III (812—783) и Салманассара IV (782—773) стали уже обнаруживаться признаки ослабления военного могущества Ассирии.
В лице Тиглат-Пелизара II (754—727) страна получила нового правителя, который не только отсрочил наступление последнего часа Ассирии, но и временно поднял ее на недосягаемую высоту. Начало своего царствования Тиглат ознаменовал покорением сев. Халдеи и Вавилона. Вслед за подчинением Вавилона он двинулся в южн. Халдею. Восстановив спокойствие на южн., ассирийский царь двинулся на с. чтобы покончить с враждебной ему коалицией, во главе которой стоял ванский царь Сардури II с союзниками: Тархуларом гургумским, Сулумалом милидским и Панамму самальским и Азрияу яудским. После поражения, испытанного коалицией, союз распался и с овладением ассириянами Арпада (близ Алеппо) пал последний оплот Сирии, после чего владетели последней увидели себя вынужденными покориться. Не прошло и года после подчинения Арпада, как Тиглат устремился на границы Элама (теперь Хушистан), а один из ассирийских военачальников Ассурдадинан, вторгнувшись в Мидию (теперь округ Ширван и персидские провинции Азердбейджан, Гилян, Мазандеран и Ирак-Аджеми), подверг несчастную страну всем ужасам варварского нашествия. Покончив дела на в., царь Ассирии перебросил свою армию в дамасскую Сирию, разбил армию сирийского царя и принудил последнего запереться в Дамаске. Целых два года сопротивлялся Дамаск, но, наконец, пал; жители его были переселены в Армению, и страна превратилась в ассирийскую провинцию. С берегов Средиземного моря Тиглат перенесся на берега Ефрата, где царь страны Бит-Амук-кани, Укинзир провозгласил себя вавилонским царем. Несмотря на счастливое начало похода, он окончился неудачно: мужественный Укинзир дал ассириянам сильный отпор, — его столица Сапия, окруженная войсками Тиглата, отбивала штурм за штурмом, так что ассирийский царь был вынужденным вступить в переговоры с мятежным вассалом, который был признан царем Вавилонским.
Салманассар V (727—722), преемник Тиглата, по вступлении на престол, предпринял поход против царя израильского Осии и осадил Самарию. Оставив под стенами города часть войска для продолжения осады, Салманассар ок. 725 г. с главными силами двинулся против тирского царя Элулая (729—693). Вся материковая часть Тира скоро перешла в руки Салманассара, но выставленный финикийскими вассалами флот (60 кораблей и 80 гребных судов), предназначенный для перевозки десанта на остров, был уничтожен неприятелем. Салманассар V умер, не дождавшись падения осажденных им Самарии и Тира. 2.

## Эпоха Саргонидов (722—600 г. до н. э.)
Преемник бездетного Салманассара, талантивый ассирийский военачальник Саргон (722—705), провозглашенный царем, немедленно двинулся против Элама и в кровопролитном сражении при Калу (721 г.) нанес сильное поражение царю Хумбанигасу. Вскоре после этого Саргон поспешил в Палестину, чтобы ускорить взятие Самарии. Последняя, не будучи в силах держаться, наконец, пала. Вместе с нею рухнуло и царство Израильское, последний заслон, отделявший разлагавшееся царство фараонов от Ассирии. Вооруженное столкновение между двумя названными монархиями, оспаривавшими друг у друга господство над Азией, было неизбежно. Поэтому, после усмирения Емафа, Саргон поспешил к границам Египта, чтобы преградить фараону Шабаку (Сабакон, из XXV династии) путь в Сирию. С Шабаком соединился газский владетель Ганнон, и союзники решились общими силами атаковать Саргона, армия которого приближалась к Газе. В 720 г. при Рафии произошла решительная битва, окончившаяся полным разгромом союзников. Саргон, не преследуя поспешно отступивших египтян, повернул назад и вторгнулся в охваченную восстанием землю Наири. Между тем, в Сирии дела Саргона шли не блестяще: осада Тира не подвигалась ни на шаг, и ассирияне ок. 715 г. вынуждены были снять её и отступить к своим пределам. Неудачу свою Саргон возместил завоеванием о-ва Кипра. Вслед затем ассир. царь победоносно прошел всю Киликию и вторгся в мидийск. землю Эллиби. Скоро очередь дошла и до филистимского Азота. Теперь Саргону оставалось только справиться с Халдеей. Отвлекая различными манёврами союзников Мардукбалиддины, царя халдейского, он с главными силами начал энергичное наступление против вавилонян, нанес им поражение при Дур-Атхара (710 г.), взял этот город и, поставив в нём свой гарнизон, овладел Гамбулом. Мардукбалиддина, отрезанный от союзника, даже не пытался защищать Вавилон, который почти без сопротивления перешел в руки Саргона. Вслед за тем он взял штурмом Дур-Иакин. С этих пор Саргон уже не вел войн лично, предоставляя это своим полководцам. Саргон погиб от руки убийцы во дворце своей любимой резиденции Дур-Сарукина (теперь Хорсабад).
Сеннахериб (705—681), сын и преемник Саргона, с самого начала царствования боролся с возмущениями вассальных государств и различных провинций. Наибольшая опасность, угрожавшая Сеннахерибу, надвигалась от поддерживаемой эламитами Халдеи, почему он и направил на неё первый удар. Мардукбалиддина выступил ему навстречу, и обе враждебные армии сошлись близ города Кису. Битва окончилась разгромом халдеев. Восстановив спокойствие на с., ю. и в. монархии, Сеннахериб перенес свое победоносное оружие на з., в Сирию, которая глухо волновалась, а местами находилась в открытом восстании. В 700 г. Сеннахериб добился сдачи непокорного Тира. Вслед за тем ассирийский царь поспешил к Аскалону, взял его и отсюда двинулся к Экрону, куда тем временем приближалась египетская армия, собранная правителями Дельты. При Алтаку произошло решительное сражение, где египтяне потерпели поражение. Сеннахериб двинулся в Палестину. Опустошив часть иудейской территории, он приступил к осаде крепости Лахиша, которая служила ключом к Иерусалиму. Вскоре Лахиш пал, и царь Ассирии стал готовиться к походу в глубь Иудеи. Езекия решился вступить в переговоры, а когда они уже приближались к концу, Сеннахериб получил известие, что египетский фараон Тахарка (Тиргак, из XXV династии) ведет свои войска на помощь евреям. Покинув свой лагерь в Лахише, Сеннахериб поспешил к Пелузиуму, чтобы заслонить египтянам дорогу в Сирию, но во время этого похода в ассирийской армии открылась чума; ассирияне должны были повернуть назад. Вернувшись в Ниневию, Сеннахериб сформировал новое войско и на следующий год вторично предпринял поход в Халдею. Усмирив восставшую область, ассирийский царь через Нипурские горы спустился в страну Наири, покорил её, а затем обратился против Мелатии. Не успел Сеннахериб вернуться в Ниневию, как новое возмущение в Халдее заставило его начать затяжную войну. Военные действия сосредоточились в болотистых местностях к з. от Евфрата, по бер. Персидского залива. Пользуясь трудом пленных финикиян, царь приказал заложить для постройки флота две верфи: в Тул-Барсиппе на Евфрате, и в Ниневии, на берегах Тигра. Выстроенный на этих верфях новый ассирийский флот был спущен в Персидский залив. Его появление настолько парализовало инициативу эламитов, что они поспешно отступили и без боя отдали страну в руки Сеннахериба. Царь эламский, Кудурнанхунта отступил к границам Мидии, чтобы там под защитою гор приговиться к отчаянной обороне. Между тем, Сузуб, воцарившийся в Вавилоне, заключил союз с преемником Кудурнанхунты, Унанминаном, двинувшим свои войска на соединение с халдеями. Силы союзников были весьма значительны. На бер. Тигра, близ Халули, произошла решительная битва (690 г. до н. э.). После упорного боя перевес склонился на сторону Сеннахериба, нанесшего союзникам полное поражение и принудившего их к бегству.
Взятием Вавилона оканчивается боевая деятельность Сеннахериба, которому после междоусобной войны с братьями наследовал его 4-й сын Ассаргаддон I (681—667). Он предпринял ряд походов, имевших целью обезопасить границы от вторжения беспокойных соседей. Первые удары обрушились на арийскую Мидию, именно на страну Бикну, которая должна была подчиниться и примеру которой последовали города Партакки (царь Уппиц), Ураказабарна (царь Раматия) и Партукки (царь Самасан). В 676 г. Ассаргаддон должен был прекратить свою экспедицию, чтобы перебросить войска в приевфратские области, где беспокойные бит-иакинские царьки снова волновались. Ассаргаддон предпринял поход в беспокойную Сирию, где сидонский царь Абдимилкут поднял восстание. Сидон был разрушен, и часть его населения была переселена в Ассирию. Покончив дела в Сирии и восстановив в ней спокойствие, Ассаргаддон двинул армию в отдаленную Аравию, именно в область Базу (теперь Иемен), царь которой, по имени Лаиле, ценой своей покорности вновь получил власть под условием дани. Теперь настала очередь Египта. Ассирияне вторглись в долину Нила, нанесли сильное поражение войскам Тахарку и овладели Мемфисом и Фивами. Экспедиция в страну фараонов была последним подвигом Ассаргаддона. Вслед затем, услыхав о подвигах Тахарка в Египте и о поражении там своих войск, старый монарх, удрученный этими событиями и не находя в себе прежней энергии, отрекся от престола в пользу старшего сына Ассурбанипала (668—626).
Новый царь поспешил перебросить свою армию в долину Нила, где неутомимый Тахарка, прогнав ассирийские гарнизоны, воцарился в Мемфисе. При Карбаните (667 г.) произошло сражение, окончившееся полным поражением египтян. Мемфис и Фивы вторично были взяты ассириянами. Но едва только Ассурбанипал удалился в Ниневию, как пасынок умершего Тахарки, Урдамани, провозглашенный царем в Фивах, разбил ассирийский отряд под Мемфисом и после продолжительной осады принудил гарнизон к сдаче. Тогда Ассурбанипал снова двинул войска в Дельту, нанес поражение Урдамани и взял Фивы. Около этого времени (665 г.) Ассурбанипал ввязался в войну со скифами, часть которых обитала по течению рек Куры и Аракса, входя в состав области Магога (Сакасена). Царь этой области, по имени Гог, был побежден полководцами царя ассирийского, которые сильно опустошили его область. Около 656 г. эламский царь Теумман объявил войну ассириянам. Ассирияне вторглись в Элам. Армия Теуммана расположилась на крепкой позиции у Туллиза (655 г.). Впереди фронта позиции протекала река Улаи, а в тылу находился густой лес. Оборонительную линию царь Элама выбрал довольно искусно: правый фланг его армий упирался в изгиб Улаи, левый находился под защитой укреплений Сузы, а центр — деревня Тудлиз — служил прекрасным опорным пунктом. Каково было численное соотношение сторон, — неизвестно, но ассирияне имели перевес в силах. К тому же в рядах Теуммана открылась измена, и два его могущественных вассала, Симбар и Умбакидин, перешли на сторону ассирийской армии. Эламиты потерпели страшное поражение и искали спасения в бегстве, преследуемые по пятам неприятельской конницей. Часть бежавшей пехоты бросилась в лес, а другая, прижатая к реке, пыталась переправиться вплавь и укрыться под защитой укреплений Сузы.
Теумман, увидав, что сражение потеряно, пытался спастись бегством, но был застигнут ассирийской погоней и пал после отчаянного сопротивления. Не успела ещё окончиться война за эламское наследство, как против Ассурбанипала возмутился его брат, вавилонский наместник Самассумукин. Не довольствуясь союзом с эламитами, Самассумукин склонил аравийского правителя Хедара, Амуладдина, сделать набег на границы Ассирии, а другого аравийского царька, по имени Уайтеха, прислать в Вавилон вооруженную помощь. Опять Ассурбанипалу предстояла упорная борьба. Удар последовал оттуда, откуда он менее всего его ожидал. Но счастье благоприятствовало ассирийскому царю: смуты в Эламе помешали эламитам своевременно подать помощь халдеям, благодаря чему Ассурбанипал выиграл время, чтобы справиться с мятежным братом. Тем временем ассирийское оружие продолжало торжествовать над халдеями: разбитая армия Самассумукина принуждена была вести крепостную войну, и отряды её, запертые в Вавилоне, Сиппаре, Барсипе и Кута, подверглись тесному обложению. Главные усилия Ассурбанипал обратил на Вавилон и стеснил его до такой степени, что в осажденной столице Халдеи начался страшный голод. Наконец, Вавилон пал, и брат ассирийского царя погиб во время общего пожара, произведенного штурмовыми колоннами ассириян. Отдохнув на дымящихся развалинах города перед возвращением в Ниневию, Ассурбанипал назначил наместником Вавилона одного из своих военачальников — Самасданана, в распоряжение которого был оставлен значительный ассирийский гарнизон. Но недолго пришлось отдыхать владыке страны Ассур. По обыкновению, главный удар последовал со стороны непокорного Элама, который являлся самым страшным врагом Ассирии. Началась последняя эламитская война. Кампания открылась вторжением ассириян в Элам. Города и селения были выжжены, население избито или отведено в рабство, священные рощи срублены, поля потоптаны. На этот раз разорение было окончательное. Весною следующего года (645 г.) Ассурбанипал опять появился в Эламе и взял крепкую Сузу, где в его руки достались огромные богатства. Но дорогой ценой была куплена политическая смерть Сузианы. Из борьбы с нею Ассирия вышла обессиленной, измученной, лишенной жизненных соков и расшатанной во всех своих устоях, которые теперь еле-еле поддерживали готовое рухнуть при первом серьёзном напоре слабосильное государственное здание, так заботливо сооружавшееся первым представителем дома Саргонидов. Едва замолк гул эламской войны, как Ассурбанипал ок. 642 г. предпринял экспедицию в Аравию, где ассирийский ставленник Абиатех, вступив в союз с навуфейским владетелем Нафаном, поднял восстание. Оно было подавлено в потоках крови. На обратном пути в Ассирию царь овладел несколькими финикийскими городами, в том числе Акко и Ушу (береговой пригород Тира), а затем отвел свою армию в Ниневию, куда совершил торжественный въезд, обремененный пленниками и добычей.
При сыне и преемнике Ассурбанипала, Ассурдилили (626—614), падение государства, подготавливавшееся уже давно, стало совершившимся фактом. Едва старый царь отошел в вечность, как на Ассирию со всех сторон нагрянули враги, и для неё настали тяжелые времена. Поднялись мидяне, сплотившиеся тем временем в сильную державу и перешедшие от политической обособленности к национальному единству. Царь их Фравартис (Фраорт) двинулся к Ниневии, дорогу в которую заслоняла сильная ассирийская армия. В кровопролитном сражении мидяне были разбиты, и Фравартис убит. Очевидно, старый ассирийский лев ещё крепко стоял на своих ногах, и одной Мидии было не под силу свалить его. Преемник Фравортиса, Уваксатра (633—584), возобновил войну с Ассурдилили, но вынужден был вскоре прекратить её, так как его государство (и почти вся Малая Азия) подверглось нападению скифов. Прогнав скифов, мидийский царь возвратился к своей любимой мечте — уничтожить ассирийское государство, могущество которого было уже надломлено. С этой целью он вступил в союз с ассирийским наместником Вавилона, Набополассаром, и они общими силами решились завоевать страну Ассур и затем поделить её между собою.
Развязка кровавой драмы наступила, Ассаргаддон II (614—600 г.), сын и преемник Ассурдилили, был именно тот царь, при котором совершилось падение Ниневии. Началась война, но уже не наступательная, как в предшествовавшие исторические периоды, а оборонительная, когда малейшая неудача может повести к крупной катастрофе; прошли те времена, когда приходилось только отнимать или дарить чужое добро, теперь нужно было защищать свое и защищать почти без всякой надежды на успех, с обессиленной армией. Предчувствуя свою роковую кончину, гибнувшая монархия защищалась с необыкновенным упорством. Испытав неудачи в поле, Ассаргаддон II заперся в Ниневии и 2 года мужественно выдерживал осаду, настойчиво веденную союзниками. Но в конце концов столица Ассирии пала (ок. 600 г. до н. э.) и была разрушена до основания торжествующими победителями. Разрушение Ниневии было настолько полное, что когда два века спустя Ксенофонт с 10 тыс. греков проходил через поле развалин, он не знал даже названия города, который раньше стоял на этом месте; точно так же не упоминают о нём историки, описывающие деяния Александра Македонского в названных странах, и только в наши дни была найдена столица Ассирии, двадцать четыре столетия лежавшая погребенной под грудою развалин… Благодаря новейшим открытиям и раскопкам, произведенным в Мессопотамии, история ассиро-халдеев и их культура являются перед современной наукой в достаточно полном освещении.